# Herb Portoryka

Herb Portoryka

Herb Portoryko został po raz pierwszy ustanowiony przez monarchę hiszpańskiego w 1511 roku i jest najstarszym herbem w obu Amerykach. Herb został oficjalnie ponownie przyjęty przez rząd Portoryko w 1976 roku.
W centralnej części herbu, w polu zielonym symbolizującym urodzaj wyspy, znajduje się baranek Boży z flagą symbolizująca św. Jana Chrzciciela, leżący na księdze, którą jest Apokalipsa św. Jana. Wokół tarczy bordiura z symbolami Kastylii (zamek), Leónu (lew), flaga Królestwa Kastylii i Leónu oraz krzyż jerozolimski.
Po bokach tarczy złote litery F oraz Y, jarzmo i pęk strzał symbolizują Ferdynanda II Katolickiego i Izabelę Kastylijską. Pod tarczą na wstędze  łacińskie motto, Joannes Est Nomem Ejus (cytat z Wulgaty, Łk 1,63), znaczy „Jan to jego imię” (wyspa początkowo nazywała się San Juan). Na tarczy korona.